# Jarménil
Jarménil é uma comuna francesa na região administrativa do Grande Leste, no departamento de Vosges. Estende-se por uma área de 5.10 km². Em 2010 a comuna tinha 480 habitantes (densidade: 94,1 hab./km²).